# Ralph Raymond Loffmark
Ralph Raymond Loffmark (22 février 1920–7 juillet 2012) est un homme politique canadien de la Colombie-Britannique. Il est député provincial créditiste de la circonscription britanno-colombienne de Vancouver-Point-Grey de 1963 à 1966 et de Vancouver South de 1966 à 1972.
Il est ministre dans le gouvernement de W. A. C. Bennett, occupant la fonction de ministre du Développement industriel, ministre de Commerce et de ministre de la Santé.

## Biographie
Né à Chase en Colombie-Britannique, Loffmark étudie à l'université de Toronto, à l'université de la Pennsylvanie et à l'université de la Colombie-Britannique. Il sert dans l'armée canadienne pendant la Seconde Guerre mondiale. Membre du barreau de l'Ontario et du barreau de la Colombie-Britannique, il est également professeur à l'université de la Colombie-Britannique.
Après sa carrière politique, Loffmark retourne à l'enseignement à l'université de la Colombie-Britannique. Il supporte publiquement les Néo-démocrates lors de l'élection de 1979, mais de plaint par la suite de la coupure d'une partie de sa pension d'ancien parlementaire.
Bonner meurt à Burnaby en juillet 2012 à l'âge de 92 ans.